# Stazione di Vesoul
La stazione di Vesoul (in francese Gare de Vesoul) è la principale stazione ferroviaria di Vesoul, Francia.